# Mairis Briedis
Mairis Briedis (Riga, Letonia, 13 de enero de 1985) es un boxeador profesional letón. Es tres veces campeón mundial de peso crucero y ostenta los títulos de la FIB y The Ring desde septiembre de 2020; el título del CMB de 2017 a 2018; y el título de la OMB en 2019. Al ganar el título del CMB en 2017, se convirtió en el primer letón en obtener un título mundial de boxeo. Fue galardonado con la Orden de las Tres Estrellas en 2017. Como profesional, ha peleado contra los campeones mundiales Oleksander Usyk, Marco Huck, Krzysztof Głowacki, Manuel Charr y Yuniel Dorticos. A partir de abril de 2022, está clasificado como el mejor peso crucero activo del mundo por BoxRec, la revista The Ring y la Junta Transnacional de Rankings de Boxeo (Transnational Boxing Rankings Board), así como el duodécimo mejor boxeador activo, libra por libra por BoxRec.

## Carrera profesional
A la edad de 24 años, Mairis Briedis, que anteriormente se desempeñó como oficial de policía en Rīga, se convirtió en profesional en 2009. Obtuvo múltiples victorias en su país de origen y en el extranjero, incluyendo un nocaut técnico en el segundo asalto al exretador al título pesado Danny Williams. Capturó el título crucero IBA en el camino.
La primera pelea de Briedis llegó en 2015, cuando subió de peso y viajó a Rusia para enfrentar al exretador de peso pesado, Manuel Charr. Briedis noqueó a su oponente mucho más grande con un solo golpe en la quinta ronda.
En 2016, Briedis noqueó al duro nigeriano Olanrewaju Durodola para capturar el campeonato de peso crucero de plata del CMB. Esto lo convirtió en el retador obligatorio del ganador entre Tony Bellew e Ilunga Makabu. Briedis estuvo en el ringside para la pelea y felicitó al victorioso Bellew en su camerino después.
Briedis luego peleó en el Reino Unido por primera vez en una pelea contra Simon Vallily en la cartelera de la primera defensa del título de Bellew contra BJ Flores. Bellew dejó vacante su título a principios de 2017, lo que significa que el título vacante estaría en juego en la próxima pelea de Briedis.

#### Briedis vs. Huck
Debido a que Tony Bellew peleó contra David Haye en lugar de enfrentar a Briedis, el CMB ordenó un combate para el título interino del peso crucero del CMB entre Marco Huck y Briedis. El ganador ganaría una pelea con Bellew por el título completo del CMB o posiblemente se elevaría al estado de campeonato completo si Bellew decidía abandonar y mantenerse en el peso pesado. [16] Como Bellew no tenía la intención de defender su título por un tiempo, dejó vacante el título en marzo de 2017. [17]
El 1 de abril de 2017, Briedis capturó el título vacante de peso crucero del CMB al derrotar a Huck por una decisión unánime dominante (118-109, 117-110, 116-111). Huck fue deducido un punto después de un cabezazo accidental. Pudo superar al dos veces campeón Huck y evitar que tuviera éxito en el interior durante la pelea. Algunos expertos en boxeo tenían Briedis ganando cada ronda en la pelea.

### World Boxing Super Series
El 2 de junio de 2017, Briedis anunció que formaría parte en la inauguración del torneo World Series Super Series, donde el ganador recibiría un gran premio, así como el Trofeo Muhammad Ali. Briedis describió el torneo de estilo de soporte como la 'Champions League del boxeo'.

##### Briedis vs. Perez
En el Draft Gala, que tuvo lugar el 8 de julio en Monte Carlo, Briedis eligió al ex contendiente de peso pesado Mike Pérez (22-2-1, 14 KOs) como su oponente de cuartos de final. Pérez había estado fuera de acción durante 25 meses antes de bajar a la división límite de 200 libras y ganó su primera pelea en ese peso en una victoria por nocaut en el primer asalto el 10 de junio de 2017. [23] El 22 de julio, la WBSS anunció que la pelea se llevaría a cabo en el país de origen de Briedis, Letonia, en Rīga Arēna, en Riga, el 30 de septiembre de 2017. Esta fue la octava vez que Briedis peleaba en la arena.
Briedis ganó una pelea en su ciudad natal, derrotando a Mike Pérez por decisión unánime después de 12 rondas (116-110, 115-111, 114-112). A Pérez se le dedujo un punto en la ronda 3 después de un cabezazo accidental. Briedis también fue sancionado con un punto durante la ronda 10 por retención excesiva. Con la victoria, Briedis avanzó a las semifinales para enfrentar al primer cabeza de serie Oleksandr Usyk.

##### Briedis vs. Usyk
Briedis pelearía contra Oleksandr Usyk (13-0, 11 KOs), después de la victoria de este último sobre el veterano Marco Huck. Según el calendario del torneo, la pelea probablemente se llevaría a cabo el 20 de enero de 2018 en Berlín, aunque no se había hecho un anuncio oficial de las promociones de K2. Briedis quería que la semifinal tuviera lugar en Rīga, Letonia. En noviembre, se informó que la pelea se llevaría a cabo el 27 de enero de 2018 en Letonia, una semana antes de que tenga lugar Gassiev vs. Dorticos. Arēna Rīga fue confirmada como la ubicación por el oficial de boxeo principal de Comosa, Kalle Sauerland.

### Segunda participación en el World Boxing Super Series
En  agosto de 2018, Briedis, junto con Yuniel Dorticos, ingresaron a una segunda edición de la WBSS. A diferencia del torneo inaugural, no hubo campeones mundiales, ya que Usyk había unificado todos los títulos. Mateusz Masternak, Krzysztof Głowacki y Maxim Vlasov fueron otros de los principales candidatos para unirse.

##### Briedis vs. Gevor
Como cabeza de serie número 1, Briedis eligió pelear contra el boxeador alemán Noel Gevor (23–1, 10 KO). Gevor se encontraba en el número 14 del CMB. El 26 de septiembre, se anunció que la pelea de Briedis contra Gevor, junto con la de Głowacki contra Vlasov, se llevaría a cabo como una doble cartelera el 10 de noviembre en el Pabellón de la UIC en Chicago, EE. UU.

##### Briedis vs.Głowacki
El 15 de junio de 2019, Briedis ganó el título de peso crucero de la OMB en una controvertida pelea contra Głowacki (31-1, 19 KO). Briedis ganó por nocaut técnico en el tercer asalto, pero pareció cometer una falta intencional sobre su oponente con un codazo después de recibir un golpe en la nuca en el segundo. El informe de la OMB sobre la pelea también indicó que el árbitro Robert Byrd cometió "múltiples errores" al oficiar la pelea y ordenó una revancha. Más tarde, Briedis fue despojado del título después de negarse a defenderlo en una pelea de revancha directa con Głowacki en lugar de continuar con la final del torneo WBSS.

##### Briedis vs. Dorticos
Briedis se enfrentó a Yuniel Dorticos el 26 de septiembre de 2020 en el Plazamedia Broadcasting Center en Munich, Alemania, para la final del torneo WBSS. Mairis Briedis venció a Yuniel Dorticos por decisión mayoritaria en su combate de 12 asaltos en Plazamedia Broadcasting Center en Munich. Las tarjetas de puntuación se anunciaron como 111-117, 114-114, 111-117 a favor de Mairis Briedis. Esta fue la final de la Súper Serie Mundial de Boxeo.
Esta fue una pelea única ya que casi no hubo espectadores debido a la precaución del coronavirus en la UE.

### Defensa del campeonato de peso crucero de la IBF y The Ring

##### Briedis vs. Mann
Briedis fue programado para defender sus títulos de peso crucero de la FIB y The Ring contra el ex campeón internacional de la OMB y ex retador al título de peso crucero de la IBO, Artur Mann. La pelea estaba programada para el 16 de octubre de 2021, en el Arena Riga en Riga, Letonia. Briedis hizo un trabajo rápido con su oponente, venciéndolo por nocaut técnico cerca del final de la tercera ronda. El paro fue precedido por dos caídas, una con 10 segundos restantes en la segunda ronda, mientras que la segunda se produjo 39 segundos antes del nocaut en sí. Briedis llamó al actual campeón de peso crucero de la OMB, Lawrence Okolie, en su entrevista posterior a la pelea, diciendo: "Eddie Hearn, dale a Okolie el dinero y haremos la pelea. Si esto sucede, será una mega pelea en el Reino Unido".

## Récord profesional
| 28 Ganadas (20 KOs), 2 Derrotas |        |                     |      |              |            |                                                     | |
| Res.                            | Record | Oponente            | Tipo | Rd., Tiempo  | Datos      | Localidad                                           | Notas |
| D                               | 28–2   | Jai Opetaia         | UD   | 12           | 02-07-2022 | Gold Coast Convention Center, Queensland, Australia | Pierde el título mundial de la IBF del peso crucero. |
| G                               | 28–1   | Artur Mann          | TKO  | 3 (12), 1:57 | 16-10-2021 | Arena Riga, Riga, Letonia                           | Retiene el título mundial de la IBF del peso crucero.                                                                                                   |
| G                               | 27–1   | Yuniel Dorticos     | MD   | 12           | 26-09-2020 | Plazamedia Broadcasting Center, Múnich, Alemania    | Gana el título mundial de la IBF del peso crucero. |
| G                               | 26–1   | Krzysztof Glowacki  | TKO  | 3 (12), 0:27 | 15-06-2019 | Arena Riga, Riga, Letonia                           | Gana el título mundial vacante de la WBO Semifinal del torneo World Boxing Super Series del peso crucero.                                               |
| G                               | 25–1   | Noel Gevor          | UD   | 12           | 10-11-2018 | UIC Pavilion, Chicago, Illinois                     | Cuartos del torneo World Boxing Super Series del peso crucero.                                                                                          |
| G                               | 24–1   | Brandon Deslaurier  | UD   | 10           | 21-07-2018 | Olimpiyskiy, Moscú                                  | |
| D                               | 23–1   | Oleksandr Usyk      | MD   | 12           | 27-01-2018 | Arēna Rīga, Riga                                    | Pierde el título mundial del WBC del peso crucero; Por el título WBO del peso crucero; Semifinal del torneo World Boxing Super Series del peso crucero. |
| G                               | 23–0   | Mike Perez          | UD   | 12           | 30-09-2017 | Arēna Rīga, Riga                                    | Retiene el título de la WBC del peso crucero; Cuartos del torneo World Boxing Super Series del peso crucero.                                            |
| G                               | 22–0   | Marco Huck          | UD   | 12           | 01-04-2017 | Westfalenhallen, Dortmund, Alemania                 | Gana el título mundial vacante de la WBC del peso crucero                                                                                               |
| G                               | 21–0   | Simon Vallily       | TKO  | 3 (8), 2:36  | 15-10-2016 | Echo Arena, Liverpool, Reino Unido                  | |
| G                               | 20–0   | Olanrewaju Durodola | TKO  | 9 (12), 2:58 | 14-05-2016 | Arēna Rīga, Rīga, Letonia                           | Gana el título WBC Silver del peso crucero |
| G                               | 19–0   | Danie Venter        | TKO  | 2 (12), 2:05 | 21-02-2016 | Arēna Rīga, Rīga, Letonia                           | Gana el título vacante IBF Intercontinental del peso crucero                                                                                            |
| G                               | 18–0   | László Hubert       | TKO  | 2 (6), 2:42  | 06-11-2015 | Palais, Frankfurt, Alemania                         | |
| G                               | 17–0   | Manuel Charr        | KO   | 5 (10), 2:55 | 22-08-2015 | Akhmat-Arena, Grozny, Rusia                         | |
| G                               | 16–0   | Emre Altintas       | TKO  | 2 (6), 1:35  | 28-06-2015 | Fruchthalle, Kaiserslautern, Alemania               | |
| G                               | 15–0   | Björn Blaschke      | TKO  | 4 (6), 1:45  | 10-04-2015 | Kongress Und Sportzentrum, Hesse, Alemania          | |
| G                               | 14–0   | Ismail Abdoul       | UD   | 12           | 14-11-2014 | Olympic Hall, Liepāja, Letonia                      | Retiene el título IBA del peso crucero |
| G                               | 13–0   | Csaba Faur          | KO   | 1 (6), 1:45  | 26-09-2014 | Palais, Frankfurt, Alemania                         | |
| G                               | 12–0   | Joey Vegas          | TKO  | 9 (10), 1:09 | 26-07-2014 | Ķīpsala Exhibition Centre, Rīga, Letonia            | Gana el título vacante WBC Baltic del peso crucero |
| G                               | 11–0   | Luboš Šuda          | RTD  | 5 (12), 3:00 | 22-11-2013 | Olympic Hall, Liepāja, Letonia                      | Gana el título vacante de la IBA del peso crucero. |
| G                               | 10–0   | Jérémy Ouanna       | UD   | 8            | 05-07-2013 | Olympic Hall, Porto Carras, Grecia                  | |
| G                               | 9–0    | Jonathan Felton     | TKO  | 2 (6), 2:41  | 14-06-2013 | The Ritz, Raleigh, North Carolina, U.S.             | |
| G                               | 8–0    | Danny Williams      | TKO  | 2 (6), 1:09  | 23-06-2013 | Arēna Rīga, Rīga, Letonia                           | |
| G                               | 7–0    | Marko Angermann     | TKO  | 2 (6), 2:38  | 20-10-2012 | Arēna Rīga, Rīga, Letonia                           | |
| G                               | 6–0    | József Nagy         | TKO  | 2 (6), 1:07  | 16-06-2012 | Sports Complex Majori, Jūrmala, Letonia             | |
| G                               | 5–0    | Ruslan Siniavskij   | TKO  | 1 (6), 2:50  | 24-03-2012 | Arēna Rīga, Rīga, Letonia                           | |
| G                               | 4–0    | Andrejs Naglis      | KO   | 2 (6), 0:25  | 08-10-2011 | Arēna Rīga, Rīga, Letonia                           | |
| G                               | 3–0    | Josip Jalušić       | TKO  | 1 (6)        | 02-06-2011 | Arēna Rīga, Rīga, Letonia                           | |
| G                               | 2–0    | Gábor Zsalek        | TKO  | 1 (6), 3:00  | 12-06-2010 | Hala Sportowa, Krynica Zdrój, Polonia               | |
| G                               | 1–0    | Raulis Racilauskas  | UD   | 4            | 11-10-2009 | Rīga Hanza Secondary School, Rīga, Letonia          | Debut profesional |